# Fang (Zhoa)
Pour les articles homonymes, voir Fang.
Fang est un village du Cameroun situé dans l’arrondissement (commune) de Zhoa, dans le département de Menchum et dans la Région du Nord-Ouest.

## Localisation
Fang est situé à environ 70 km de Bamenda, le chef lieu de la région du Nord-Ouest et à 328 km de Yaoundé, la capitale du Cameroun. 

## Population
Lors du recensement de 2005, on a dénombré 2 253 habitants, dont 1 049 hommes et 1 204 femmes.

## Infrastructures
À Fang, on trouve une école publique construite en 1952 et un centre de santé.   

## Réseau routier
Une route relie Fang aux villages de Bu-u et de Abaar .